# I Am a Promise: The Children of Stanton Elementary School
I Am a Promise: The Children of Stanton Elementary School è un documentario del 1993, diretto da Susan Raymond, vincitore del premio Oscar al miglior documentario.

## Premi
- Oscar al miglior documentario